# Championnat de Belgique de football de deuxième division 1941-1942
Navigation
saison précédente saison suivante
Le Championnat de Belgique de football D2 1941-1942 est la vingt-sixième édition du championnat de Division 1 (D2) belge. C'est le premier "championnat de guerre" du 2e niveau national.
La compétition se déroule selon son format traditionnel en deux séries de 14 équipes. Le champion de chaque groupe est promu parmi l'élite. En fin de championnat, il n'y a pas de descendants. Étant donné que des équipes sont promues depuis l'étage inférieur, c'est donc la dernière saison de l'Histoire lors de laquelle il n'y a que 14 équipes dans une série de Division 2 belge.
Les deux clubs sacrés sont bruxellois: La Forestoise et le Racing CB retournent en "Division d'Honneur".

## Perturbations dues au conflit
Même si le territoire n'est pas le théâtre de combats ouverts, le déroulement des championnats des compétitions nationales est fréquemment perturbé. Les principales causes sont les difficultés de déplacement. Le carburant est rare, tout comme les moyens de transports. Les chemins de fer sont soumis aux contrôles et au restrictions imposées par l'occupant.
Certaines zones sont « sensibles » (comme le littoral), sont soumises à contrôle accru, ou subissent les ravages des bombardements alliés accidentels ou non.
Cet état de fait perdure et augmente durant les deux autres « championnats de guerre », à savoir les saisons 1942-1943 et 1943-1944.

## Remplaçant
La Royale Union Hutoise FC n'est pas en mesure de s'aligner au 2e niveau en raison des circontances particulières du conflit. Le « matricule 76 » est versé en Promotion où il joue « hors-classement ». Il est remplacé numériquement en Division 1 par le R. CS Schaerbeek, « matricule 55 ».
Au début de la saison suivante, l'Union Hutoise est automatiquement replacée dans une des séries du 2e niveau.

## Participants 1941-1942
Vingt-huit clubs prennent part à cette édition, soit le même nombre que la saison précédente. Les équipes sont réparties en deux séries de 14 formations. On retrouve les 22 clubs de "Division 1" ni promus, ni relégués, à la fin de la saison saison 1938-1939, les 2 clubs relégués de Division d'Honneur 1938-1939 et les 4 cercles promus depuis la Promotion 1938-1939.
NOTE: le R. CS Schaerbeek, qui a terminé en position de relégué en 1939, est choisi pour remplacer numériquement la R. Union Hutoise qui n'est pas en mesure d'aligner une équipe à ce niveau.

### Série A
| #  | Nom                                                   | Mat. | Ville      | Stades                 | En D2 depuis    | Total en D2 | S. précédente      |
| -- | ----------------------------------------------------- | ---- | ---------- | ---------------------- | --------------- | ----------- | ------------------ |
| 1  | Daring Club de Bruxelles Société Royale               | 2    | Molenbeek  | stade E. Machtens      | 1941-1942 (1re) | 1 saison    | Div. d'Honneur 13e |
| 2  | Royal Uccle Sport                                     | 15   | Uccle      | Chaussée de Neerstalle | 1923-1924 (17e) | 22 saisons  | 11e Série A        |
| 3  | Royal Football Club Sérésien                          | 17   | Seraing    | stade du Pairay        | 1931-1932 (9e)  | 11 saisons  | 12e Série B        |
| 4  | Royal Stade Louvaniste                                | 18   | Louvain    | ??                     | 1936-1937 (4e)  | 19 saisons  | 5e Série B         |
| 5  | Racing Club Mechelen Koninklijke Maatschappij         | 24   | Malines    | Antwerpsesteenweg      | 1937-1938 (3e)  | 7 saisons   | 2e Série B         |
| 6  | Royal Excelsior Football Club Hasselt                 | 37   | Hasselt    | Stedelekijestadion     | 1938-1939 (2e)  | 12 saisons  | 10 e Série B       |
| 7  | Cercle Sportif La Forestoise                          | 51   | Forest     | stade communal         | 1927-1928 (13e) | 17 saisons  | 6e Série A         |
| 8  | Koninklijke Maatschappij Lyra                         | 52   | Lierre     | Lyrastadion            | 1938-1939 (2e)  | 16 saisons  | 2e Série A         |
| 9  | Koninklijke Tubantia Football Athletic Club           | 64   | Borgerhout | Rivierenhof            | 1932-1933 (8e)  | 10 saisons  | 4e Série A         |
| 10 | Racing Club Tirlemont                                 | 132  | Tirlemont  | ??                     | 1938-1939 (2e)  | 8 saisons   | 3e Série B         |
| 11 | Football Club Turnhout                                | 148  | Turnhout   | ??                     | 1937-1938 (3e)  | 13 saisons  | 6e Série B         |
| 12 | Waterschei Sport Vereeniging Tot Herstel Onze Rechten | 553  | Genk       | stade André Dumont     | 1935-1936 (5e)  | 5 saisons   | 7e Série B         |
| 13 | Royal Fléron Football Club                            | 33   | Fléron     | ??                     | 1941-1942 (1re) | 4 saisons   | 1re Promotion A    |
| 14 | Football Club Herentals                               | 97   | Herentals  | ??                     | 1941-1942 (1re) | 1 saison    | 1re Promotion D    |

### Localisations Série A
| \| Bruxelles · R. Racing CB · R. Uccle Sport · CS La Forestoise Bruxelles Tubantia FC Turnhout Lyra FC Herentals RC Malines St. Louvaniste Tirlemont Exc. FC Hasselt Waterschei FC Sérésien Fléron FC \| Localisation des clubs engagés en Division 1A 1941-1942 |
| Bruxelles · R. Racing CB · R. Uccle Sport · CS La Forestoise Bruxelles Tubantia FC Turnhout Lyra FC Herentals RC Malines St. Louvaniste Tirlemont Exc. FC Hasselt Waterschei FC Sérésien Fléron FC                                                               |

### Série B
| #  | Nom                                                            | Mat. | Ville       | Stades            | En D2 depuis    | Total en D2 | S. précédente      |
| -- | -------------------------------------------------------------- | ---- | ----------- | ----------------- | --------------- | ----------- | ------------------ |
| 1  | Royal Football Club Brugeois                                   | 3    | Bruges      | De Klokke         | 1941-1942 (1re) | 4 saisons   | Div. d'Honneur 14e |
| 2  | Royal Racing Club de Bruxelles                                 | 6    | Uccle       | Vivier d'Oie      | 1938-1939 (2e)  | 8 saisons   | 9e Série A         |
| 3  | Royal Charleroi Sporting Club                                  | 22   | Charleroi   | stade du Mambourg | 1937-1938 (3e)  | 7 saisons   | 5e Série A         |
| 4  | Royal Berchem Sport                                            | 28   | Berchem     | Het Rooi          | 1936-1937 (4e)  | 9 saisons   | 3e Série A         |
| 5  | Royale Association Sportive Renaisienne                        | 38   | Renaix      | avenue du 4 mars  | 1937-1938 (3e)  | 7 saisons   | 8 e Série A        |
| 6  | Royal Football Club Renaisien                                  | 46   | Renaix      | Parc Lagache      | 1931-1932 (9e)  | 9 saisons   | 12e Série A        |
| 7  | Royal Vilvorde Football Club                                   | 49   | Vilvorde    | ??                | 1937-1938 (3e)  | 7 saisons   | 4e Série B         |
| 8  | Athletische Sportvereeniging Oostende Koninklijke Maatschappij | 53   | Ostende     | Albertpark        | 1938-1939 (2e)  | 12 saisons  | 10e Série A        |
| 9  | Club Sportif de Schaerbeek                                     | 55   | Schaerbeek  | Parc Josaphat     | 1930-1931 (10e) | 12 saisons  | 13e Série B        |
| 10 | Voetbal Vereeniging Oude God Sport                             | 68   | Mortsel     | ??                | 1934-1935 (6e)  | 9 saisons   | 9e Série B         |
| 11 | Union Sportive du Centre                                       | 213  | Haine-St-P. | ??                | 1935-1936 (5e)  | 5 saisons   | 7e Série A         |
| 12 | Koninklijke Belgica Football Club Edegem                       | 375  | Edegem      | ??                | 1935-1936 (5e)  | 8 saisons   | 8e Série B         |
| 13 | Royal Cercle Sportif Hallois                                   | 120  | Hal         | ??                | 1941-1942 (1re) | 1 saison    | 1er Promotion B    |
| 14 | Royal Racing Club Tournaisien                                  | 36   | Tournai     | Drève de Maire    | 1941-1942 (1re) | 1 saison    | 1er Promotion C    |

### Localisation Série B
| \| Anvers · R. Berchem Sport · VV Oude God Sport · Belgica FC Edegem AS Oostende FC Brugeois Anvers Racing CB Vilvorde CS Hallois RC Tournai Sp. Charleroi US du Centre R. AS Renaisienne FC Renaisien \| Localisation des clubs engagés en Division 1B 1941-1942 |
| Anvers · R. Berchem Sport · VV Oude God Sport · Belgica FC Edegem AS Oostende FC Brugeois Anvers Racing CB Vilvorde CS Hallois RC Tournai Sp. Charleroi US du Centre R. AS Renaisienne FC Renaisien                                                               |

### Localisation des clubs anversois
Les 4 clubs anversois sont:
(3) R. Berchem Sport (B)
(4) Tubantia FAC (A)
(10) K. FC Belgica Edegem (B)
(11) VV Oude God Sport (B)

## Classements
- Le nom des clubs est celui employé à l'époque

Légende
- Champion & Promu en Division d'Honneur
- remplace l'Union Hutoise qui est dans l'incapacité de s'aligner

Abréviations
 : Relégué de Division d'Honneur 1938-1939

 : Promu de Promotion 1938-1939

### Division 1A
| Rang | Équipe                  | Pts | J  | G  | N | P  | Bp | Bc  | Diff |
| ---- | ----------------------- | --- | -- | -- | - | -- | -- | --- | ---- |
| 1    | R. CS LA FORESTOISE     | 36  | 26 | 15 | 6 | 5  | 81 | 54  | +27  |
| 2    | RC Tirlemont            | 35  | 26 | 14 | 7 | 2  | 72 | 29  | +43  |
| 3    | K. Lyra                 | 34  | 26 | 15 | 4 | 7  | 85 | 49  | +36  |
| 4    | Daring CB SR            | 34  | 26 | 15 | 4 | 7  | 68 | 41  | +27  |
| 5    | R. Uccle Sport          | 28  | 26 | 13 | 2 | 11 | 68 | 62  | +6   |
| 6    | R. Excelsior FC Hasselt | 27  | 26 | 13 | 1 | 12 | 61 | 80  | -19  |
| 7    | FC Turnhout             | 26  | 26 | 11 | 4 | 11 | 66 | 60  | +6   |
| 8    | K. Tubantia FAC         | 26  | 26 | 12 | 2 | 12 | 70 | 60  | +10  |
| 9    | FC Herentals            | 25  | 26 | 12 | 1 | 13 | 58 | 56  | +2   |
| 10   | R. Stade Louvaniste     | 24  | 26 | 9  | 6 | 11 | 51 | 53  | -2   |
| 11   | RC Mechelen KM          | 22  | 26 | 9  | 4 | 13 | 57 | 67  | -10  |
| 12   | R. Fléron FC            | 19  | 26 | 8  | 3 | 15 | 47 | 66  | -19  |
| 13   | Waterschei THOR SV      | 14  | 26 | 5  | 4 | 17 | 56 | 104 | -48  |
| 14   | R. FC Sérésien          | 14  | 26 | 5  | 4 | 17 | 38 | 97  | -59  |

### Division 1B
| Rang | Équipe               | Pts | J  | G  | N | P  | Bp  | Bc  | Diff |
| ---- | -------------------- | --- | -- | -- | - | -- | --- | --- | ---- |
| 1    | R. RACING CB         | 47  | 26 | 23 | 1 | 2  | 88  | 25  | +63  |
| 2    | R. Berchem Sport     | 46  | 26 | 21 | 4 | 1  | 102 | 24  | +78  |
| 3    | R. Vilvorde FC       | 36  | 26 | 15 | 6 | 5  | 88  | 39  | +49  |
| 4    | R. FC Brugeois       | 36  | 26 | 15 | 6 | 5  | 73  | 38  | +35  |
| 5    | R. Charleroi SC      | 28  | 26 | 12 | 4 | 10 | 78  | 61  | +17  |
| 6    | US du Centre         | 27  | 26 | 11 | 5 | 10 | 62  | 54  | +8   |
| 7    | R. FC Renaisien      | 23  | 26 | 10 | 3 | 13 | 53  | 78  | -25  |
| 8    | VV Oude God Sport    | 22  | 26 | 9  | 4 | 13 | 58  | 77  | -19  |
| 9    | AS Oostende KM       | 20  | 26 | 7  | 6 | 13 | 43  | 48  | -5   |
| 10   | R. CS Schaerbeek     | 20  | 26 | 8  | 4 | 14 | 45  | 62  | -17  |
| 11   | R. RC Tournaisien    | 18  | 26 | 8  | 2 | 16 | 39  | 75  | -36  |
| 12   | K. Belgica FC Edegem | 16  | 26 | 5  | 6 | 15 | 43  | 62  | -19  |
| 13   | R. CS Hallois        | 15  | 26 | 6  | 3 | 17 | 40  | 100 | -60  |
| 14   | R. AS Renaisienne    | 10  | 26 | 3  | 4 | 19 | 39  | 108 | -69  |

- NOTE: Le R. CS Schaerbeek remplace numériquement la R. Union Hutoise (matricule 76).

## Déroulement de la saison

### Attribution du titre de «Champion de Division 1»
Ce match a une valeur honorifique.
| Date       | Équipe 1            | Équipe 2     | Score | Remarques |
| ---------- | ------------------- | ------------ | ----- | --------- |
| ??/??/1942 | R. CS La Forestoise | R. Racing CB | ?-?   |           |

## Résumé de la saison
- Champion A: R. CS La Forestoise (1er titre en D2)
- Champion B: R. Racing CB (2e titre en D2)
- Dixième et Onzième titre de "D2" pour la Province de Brabant.

| Région flamande (14)            | Région flamande (14) | Province de Brabant (9)      | Province de Brabant (9) | Région wallonne (5)    | Région wallonne (5) |
| ------------------------------- | -------------------- | ---------------------------- | ----------------------- | ---------------------- | ------------------- |
| Province d'Anvers               | 8                    | Région de Bruxelles-Capitale | 5                       | Province de Hainaut    | 3                   |
| Province de Flandre-Occidentale | 2                    | Province du Brabant flamand  | 4                       | Province de Liège      | 2                   |
| Province de Flandre-Orientale   | 2                    | Province du Brabant wallon   | 0                       | Province de Luxembourg | 0                   |
| Province de Limbourg            | 2                    |                              |                         | Province de Namur      | 0                   |

1. ↑  Au niveau footballistique, la province de Brabant est toujours unitaire malgré sa partition territoriale en 1995.

## Montée / Relégation
En vue de la saison suivante, le R. CS La Forestoise et le R. Racing CB montent en Division d'Honneur d'où aucun club n'est relégué.
Au terme de ce championnat "1941-1942", il n'y a aucun cercle qui descend en Promotion (D3)

## Changement de nom
En vue de cette saison, deux clubs de la localité d'Herentals fusionnent: Herentalsche SK (matricule 97) et Netha FC Herentals (matricule 408) s'unissent pour former le FC Herentals sous le "matricule 97".

## Débuts en D2
Quatre clubs effectuent leur début au 2e niveau national belge. Ils sont les 77e, 78e, 79e et 80e clubs différents à atteindre la D2.
- FC Herentals - 20e club de la Province d'Anvers en D2 ;
- Daring CB & R. CS Hallois - - 13e et 14e clubs de la Province de Brabant en D2 ;
- R. RC Tournaisien - 6e club de la Province de Hainaut en D2 ;

À noter que pour le Daring, cette saison est la première depuis 1903, soit après 31 championnats consécutifs parmi l'élite.